# Full Moon (album de Charlie Daniels)
Cet article concerne l'album de The Charlie Daniels Band. Pour l'album de Brandy, voir Full Moon.
Pour les articles homonymes, voir Full Moon.
Albums de The Charlie Daniels Band
Million Mile Reflections
(1979) Windows
(1982)
Full Moon  est un album studio du groupe de  country rock américain The Charlie Daniels Band. Il est paru en 1980 sur le label Epic Records.

## Titres
Compositions de Daniels, Crain, DiGregorio, Edwards, Hayward et Marshall, sauf indication contraire.
1. The Legend of Wooley Swamp - 4:18
2. Carolina (I Remember You) - 5:13
3. Lonesome Boy From Dixie (Tom Crain et Jody Williams) - 4:45
4. No Potion For The Pain (Taz DiGregorio et Greg Wohlgemuth) - 4:25
5. El Toreador - 3:26
6. South Sea Song - 4:32
7. Dance, Gypsy, Dance (Daniels) - 3:34
8. Money (Crain) - 3:58
9. In America - 3:21

## Musiciens
- Charlie Daniels - guitare, fiddle, chant
- Tom Crain - guitare, chant
- Joel "Taz" DiGregorio - claviers, chant
- Fred Edwards - batterie, percussions
- James W. Marshall - batterie, percussions
- Charles Hayward - basse